# Sugaring Season
Sugaring Season je páté studiové album anglické zpěvačky Beth Orton. Vydáno bylo dne 1. října 2012 vydavatelstvím ANTI-. Jde o zpěvaččino první album od roku 2006, kdy vydala desku Comfort of Strangers. Album bylo nahráno v Portlandu ve studiu producenta Tuckera Martina. Na desce se podíleli například Marc Ribot, Eyvind Kang a Brian Blade. Kromě standardní verze vyšlo album také v deluxe edici, které obsahuje tři bonusové písně (coververze).

## Seznam skladeb
1. „Magpie“ (Beth Orton)– 4:32
2. „Dawn Chorus“ (Orton) – 3:24
3. „Candles“ (Orton) – 3:45
4. „Something More Beautiful“ (Orton, M. Ward) – 3:28
5. „Call Me the Breeze“ (Orton, Tom Rowlands) – 3:52
6. „Poison Tree“ (autorem textu je částečně William Blake) – 4:06
7. „See Through Blue“ (Orton, Clemence Des Rochers, Pierre Brault) – 1:54
8. „Last Leaves of Autumn“ (Orton) – 4:01
9. „State of Grace“ (Orton) – 4:15
10. „Mystery“ (Orton) – 4:08

Bonusy na speciální verzi
1. „That Summer Feeling“ (Jonathan Richman) – 4:37
2. „I Wasn't Born to Follow“ (Gerry Goffin, Carole King) – 3:59
3. „Goin' Back“ (Neil Young) – 4:02

## Obsazení
- Beth Orton – zpěv, kytara
- Rob Burger – klavír, harmonium, elektrické piano, akordeon
- Brian Blade – bicí, perkuse
- Clarice Jensen – violoncello
- Ted Barnes – kytara, banjo
- Marc Ribot – kytara
- Carl Broemel – kytara
- Sam Amidon – kytara, varhany, housle, doprovodné vokály
- Eyvind Kang – viola
- Nadia Sirota – viola
- Ben Russell – housle
- Tucker Martine – perkuse
- Sebastian Steinberg – basa
- Nate Query – basa
- Laura Veirs – doprovodné vokály